# 有馬浩二
有馬 浩二（ありま こうじ、1958年（昭和33年）2月23日 - ）は、日本の実業家。デンソー代表取締役社長を経て、同社代表取締役会長。

## 経歴
- 1958年 - 愛媛県新居浜市生まれ[1]。
- 1976年 - 愛媛県立新居浜西高等学校普通科卒業[2]。
- 1981年 - 京都大学工学部卒業[3]。
  - 同年4月 - 日本電装株式会社（現・デンソー）入社[3]。
- 2005年 - ﾃﾞﾝｿｰ･ﾏﾆｭﾌｧｸﾁｭｱﾘﾝｸﾞ･ｲﾀﾘｱ社長[3]。
- 2008年 - 常務役員[3]。
- 2014年 - 専務役員[3]。
- 2015年 - 取締役社長[3]。
- 2023年 - 取締役会長[4]。